# 精訊
精訊數位網路科技有限公司（原名精訊資訊），是1984年建立的台灣電子遊戲公司。公司由李培民、李永進等人創辦，最初從事說明書翻譯、雜誌發行等業務。1986年，公司發行了遊戲《如意集》，該作被視為台灣電子遊戲業發端。